# Sender Vilters-Targön
Der Sender Vilters-Targön ist ein Rundfunksender bei Sargans. Er wird von Radio Liechtenstein und Radio FM1 genutzt. Er deckt das Gebiet von Walenstadt bis Bad Ragaz, sowie das südliche Liechtenstein ab.

## UKW-Sender
| Sender              | Sendeleistung | Frequenz  |
| ------------------- | ------------- | --------- |
| Radio Liechtenstein | 0,1 kW        | 103,4 MHz |
| Radio FM1           | 0,1 kW        | 97,9 MHz  |